# Bad Black
Bad Black es una película de acción y comedia ugandesa de 2016 escrita, producida y dirigida por Nabwana Isaac Godfrey (IGG), en Wakaliwood, un estudio de bajo presupuesto en Kampala, Uganda.

## Elenco
- Nalwanga Gloria como Bad Black
  - Kirabo Beatrice como Bad Black joven
- Alan Ssali Hofmanis como Doctor Alan Ssali
- Bisaso Dauda como Hirigi
- Nakaye Janati como Mukyala Hiriji
- Kasule Rolean como Wesley Snipes
- Ssebankyaye Mohammed como Swaz
- Mugisha Henry como Buddy Spencer
- Nabatanzi Hawah como Flavia

- Nakatudde Madinah como Flavia joven

- Kabuye John como Chairman
- Nattembo Racheal como Racheal
- Okello Joseph como Cobra
- Namatovu Annet como Maama Black
- Muhumuza como el juez
- VJ Emmie como la voz de Video Joker

## Lanzamiento y recepción
Bad Black se estrenó mundialmente en el Fantastic Fest 2016, donde ganó el Premio del Público y Nabwana IGG ganó el premio al Mejor Director de Acción.
Fue lanzada junto a ¿Who Killed Captain Alex? en el Wakaliwood Supa Action Vol. 1 combo Blu-ray / DVD del American Genre Film Archive (AGFA) el 14 de mayo de 2019. El lanzamiento de Blu-ray incluye la opción de ver ¿Quién mató al Capitán Alex? con o sin la narración de VJ Emmie, más subtítulos en 40 idiomas y videos de bienvenida de Nabwana IGG para 14 países.
Bad Black fue un favorito de la crítica y del público en el Festival Internacional de Cine de Seattle 2017. Obtuvo una presentación repetida el último día del festival, con un total de cuatro proyecciones. La sesión de preguntas y respuestas de la audiencia de Seattle con el director fue por Skype.